# Monica Lestini
Monica Lestini (Penne, 13 gennaio 1994) è una pallavolista italiana, schiacciatrice della Futura Teramo.

## Carriera

### Club
La carriera di Monica Lestini, sorella del giocatore di pallacanestro Federico Lestini, inizia nelle giovanili del Pescara 3; nella stagione 2009-10 entra a far parte del Volleyrò, in Serie B2, dove resta per tre annate, disputando, dalla stagione 2010-11, la Serie B1.
Nella stagione 2012-13 fa il suo esordio nella pallavolo professionistica grazie all'ingaggio da parte del Robursport Pesaro, in Serie A1, mentre per il campionato successivo veste la maglia dell'Antares di Sala Consilina, in Serie A2.
Ritorna nella massima serie nella stagione 2014-15 con la Robur Tiboni Urbino: al termine del campionato si dedica per un'annata al beach volley, aggiudicandosi anche la prima edizione della Coppa Italia. Torna a giocare la pallavolo indoor nella stagione 2016-17 grazie all'acquisto da parte della Golem di Palmi, in Serie A2.
Per le due stagioni successive si trasferisce in Sicilia difendendo per l'annata 2017-18 i colori del Messina, in Serie B2, e nella stagione successiva quelli del Santa Teresa, in Serie B1: categoria nella quale milita anche nella stagione 2018-19 con la maglia della Teatina.
A giugno del 2020 firma per il Megavolley in Serie A2, tuttavia prima dell'inizio del campionato rescinde il contratto per accasarsi alla Futura Teramo, in Serie B1: a metà della stagione cambia di nuovo casacca andando in prestito all'Altino, dove conquista la promozione in Serie A2 e si ferma anche per la stagione successiva.
Nella stagione 2022-23 ritorna alla Futura Teramo, in Serie B1.

### Nazionale
Nel 2011 viene convocata nella nazionale italiana under 18 con cui si aggiudica la medaglia d'argento al campionato europeo.

## Palmarès

### Nazionale (competizioni minori)
- Campionato europeo under 18 2011